# Kotelice
Kotelice je malá vesnice, část obce Třebušín v okrese Litoměřice. Nachází se asi 2 km na jihovýchod od Třebušína. V roce 2009 zde bylo evidováno 39 adres. V roce 2011 zde trvale žilo 27 obyvatel.
Kotelice je také název katastrálního území o rozloze 1,23 km2.

## Historie
Nejstarší písemná zmínka pochází z roku 1337.

## Obyvatelstvo
| | 1869 | 1880 | 1890 | 1900 | 1910 | 1921 | 1930 | 1950 | 1961 | 1970 | 1980 | 1991 | 2001 | 2011 |
| --- | ---- | ---- | ---- | ---- | ---- | ---- | ---- | ---- | ---- | ---- | ---- | ---- | ---- | ---- |
| Obyvatelé | 199  | 195  | 209  | 172  | 161  | 158  | 180  | 84   | 61   | 55   | 45   | 42   | 38   | 27   |
| Domy | 39   | 37   | 37   | 39   | 36   | 35   | 40   | 25   | 55   | 19   | 16   | 18   | 22   | 22   |
| Tabulka zahrnuje údaje osady Nový Mlýnec a počet domů z roku 1961 zahrnuje domy místních částí Dolní Týnec a Horní Týnec. |      |      |      |      |      |      |      |      |      |      |      |      |      |      |

## Pamětihodnosti
- Venkovská usedlost čp. 20